# Schoenionta dehiscens
Schoenionta dehiscens är en skalbaggsart som först beskrevs av Aurivillius 1911.  Schoenionta dehiscens ingår i släktet Schoenionta och familjen långhorningar.
Artens utbredningsområde är Sarawak. Inga underarter finns listade i Catalogue of Life.